# Pandolfo III Malatesta
Pandolfo III Malatesta detto il Grande (2 gennaio 1370 – Fano, 3 ottobre 1427) è stato un condottiero italiano, esponente della famiglia dei Malatesta.

## Biografia

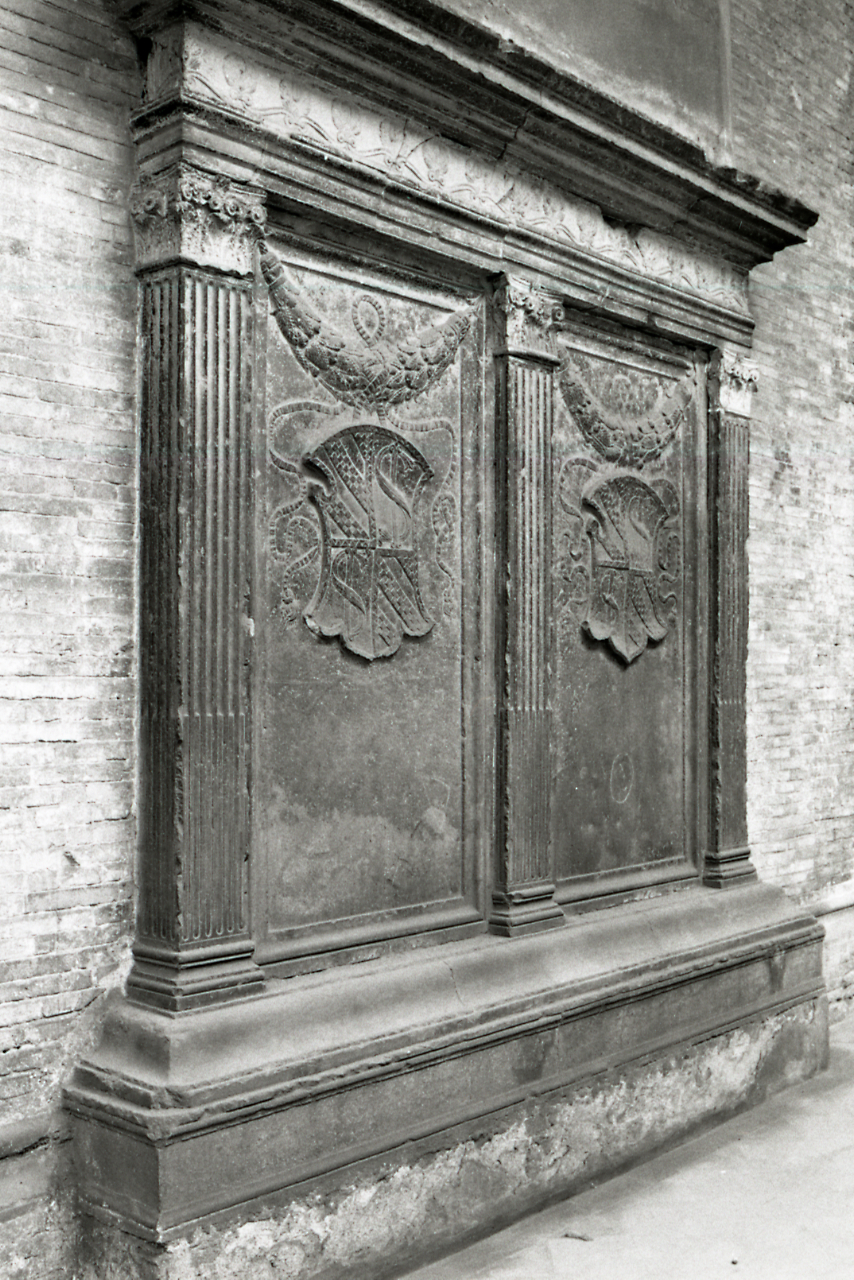
Tomba di Pandolfo III nella chiesa di San Francesco a Fano. Foto di Paolo Monti, 1972.

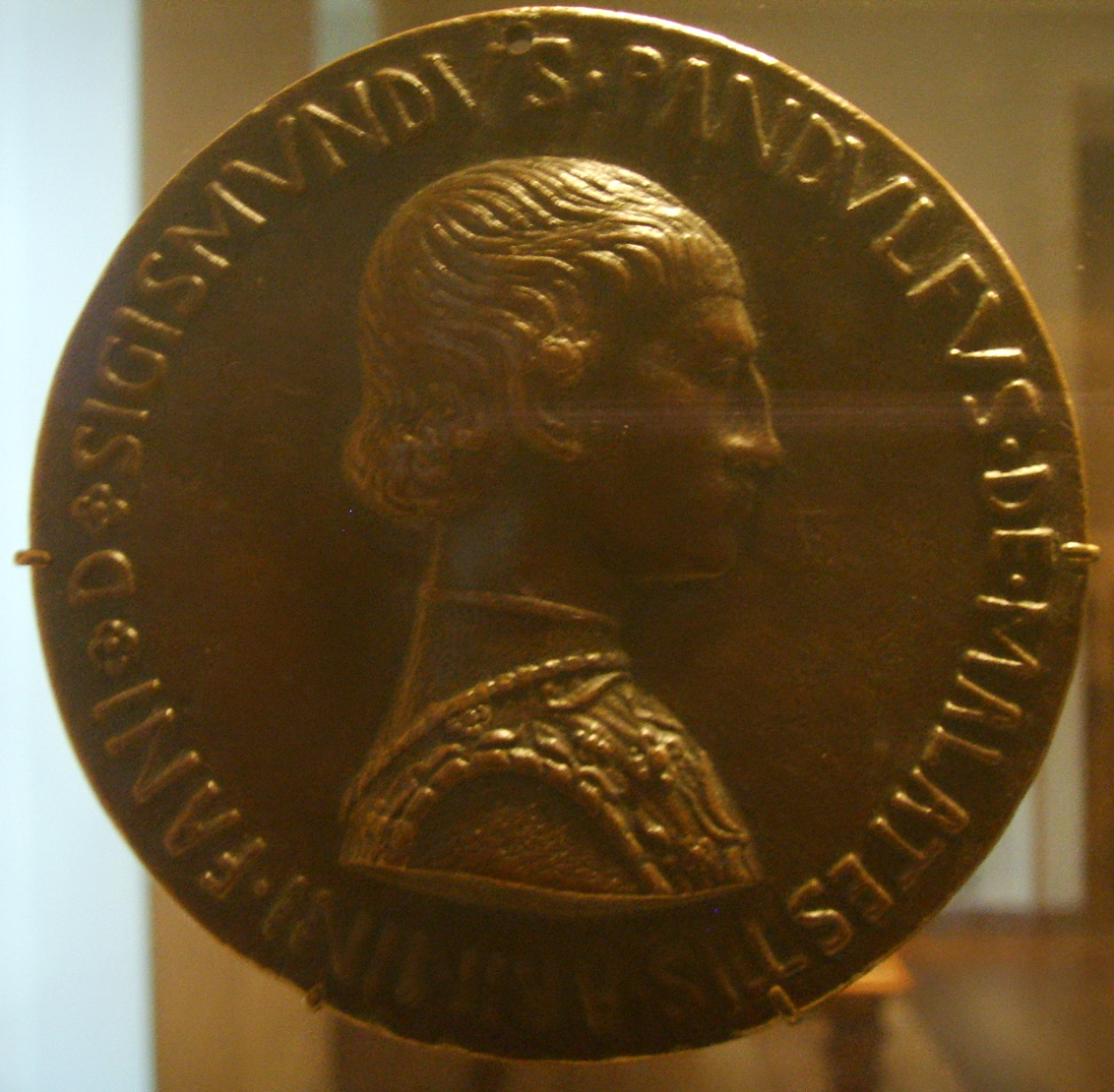
Medaglia con Sigismondo Pandolfo Malatesta, figlio di Pandolfo III

Figlio di Galeotto I Malatesta, Pandolfo ebbe da quest'ultimo la signoria di Fano.
Servì Gian Galeazzo Visconti quale condottiero e alla morte di costui fu nominato consigliere della reggenza per i due eredi viscontei. Di questa circostanza Pandolfo approfittò per procacciarsi un grande stato.
Inviato con Facino Cane contro Brescia, con raggiri si impadronì della città nel 1404, dando vita alla Signoria di Brescia, e se ne fece confermare il possesso da Caterina Visconti, in pegno di servigi resi alla duchessa che quest'ultima non era in condizione di saldare. In quello stesso anno Pandolfo conquistò anche Montichiari.
Nel 1407 acquistò Bergamo da Giovanni Ruggero Suardi e conquistò Lecco; dovette poi lottare con Facino Cane fino alla morte di questi nel 1412. Nel 1418 ricevette a Chiari il nuovo papa, Martino V, grazie al quale ottenne una tregua col duca di Milano Filippo Maria Visconti. Col pontefice tratta anche del matrimonio di sua cugina Cleofe Malatesta con il principe Teodoro II Paleologo, nell'ambito dell'ambizioso progetto di riunificazione della chiesa Ortodossa con la chiesa Cattolica.
Nel 1419 il duca sguinzaglia il Carmagnola contro la Signoria di Cremona di Cabrino Fondulo, alleato del Malatesta, il quale soccorre i cremonesi fornendo così l'opportunità ai viscontei di regolare i conti anche con lui. Pandolfo subisce quindi l'invasione delle truppe viscontee nel 1419, anno in cui perde il controllo della città di Bergamo, e dopo la sconfitta dell'esercito di Lodovico Migliorati mandato in suo soccorso dalla Romagna, nella battaglia di Montichiari (ottobre 1420), Pandolfo è costretto a venire a patti con il duca di Milano, cedendo Brescia per un risarcimento di 34.000 ducati e permettendo così l'ingresso del Carmagnola in città il 21 marzo 1421.
Ritiratosi a Fano, si consolò del perduto dominio, raccogliendo antichi codici e mantenendo buone amicizie con dotti del suo tempo, e più specialmente con Francesco Filelfo e Angela Nogarola.
Nel 1424 partecipò alla Battaglia di Zagonara (28 luglio 1424) dove guidò l'attacco alla fortezza, difesa dai Visconti di Milano. L'esito fu avverso ma Pandolfo riuscì a fuggire a Ravenna.
Nel 1425, secondo il racconto di Giovanni di Mastro Pedrino, raggiunse Forlì, da dove si imbarcò, lungo il fiume Montone, in direzione di Russi (13 marzo). Lo scopo era di raggiungere Milano, per ottenere aiuti dai Visconti e tentare di recuperare le sue terre. Ma la missione non ebbe successo.
Morì a Fano il 3 ottobre 1427. È sepolto nelle Tombe Malatestiane della città, presso la chiesa di San Francesco.

## Discendenza
Pandolfo si sposò tre volte; nessuna consorte gli diede figli:
- nell'ottobre 1388 (dietro dispensa papale) con la cugina[6] Paola Bianca Malatesta (1366-1398), già vedova di Sinibaldo Ordelaffi;
- nel 1421 con Antonia o Ansovina (?-1423), figlia di Rodolfo III da Varano, signore di Camerino;
- il 12 giugno 1427[7] con Margherita Anna, figlia di Francesco Guidi, conte di Poppi.

Dall'amante Allegra de' Mori ebbe:
- Galeotto Roberto Malatesta (Brescia o Rimini 3 febbraio 1411  – Santarcangelo di Romagna 10 ottobre 1432).

Dall'amante Antonia da Barignano ebbe:
- Sigismondo Pandolfo Malatesta (Brescia, 19 giugno 1417  – Rimini, 7 ottobre 1468);
- Domenico Malatesta (Novello) (Brescia, 6 aprile 1418  – Cesena, 20 novembre 1465).

## Ascendenza
|                        |                      |                                    | Genitori            |  |  | Nonni |  |  | Bisnonni               |  |  | Trisnonni             |  |
|                        |                      |                                    |                     |  |  |       |  |  | Malatesta da Verucchio |  |  | Malatesta I Malatesta |  |
|                        |                      |                                    |                     |  |  |       |  |  | Malatesta da Verucchio |  |  | Malatesta I Malatesta |  |
|                        |                      | Adelasia                           |                     |  |  |       |  |  | Malatesta da Verucchio |  |  |                       |  |
| Pandolfo I Malatesta   |                      |                                    |                     |  |  |       |  |  | Malatesta da Verucchio |  |  |                       |  |
|                        |                      | Margherita Paltenieri di Monselice | …                   |  |  |       |  |  |                        |  |  |                       |  |
|                        |                      | Margherita Paltenieri di Monselice | …                   |  |  |       |  |  |                        |  |  |                       |  |
|                        |                      | Margherita Paltenieri di Monselice | …                   |  |  |       |  |  |                        |  |  |                       |  |
| Galeotto I Malatesta   |                      | Margherita Paltenieri di Monselice |                     |  |  |       |  |  |                        |  |  |                       |  |
|                        |                      | …                                  | …                   |  |  |       |  |  |                        |  |  |                       |  |
|                        |                      | …                                  | …                   |  |  |       |  |  |                        |  |  |                       |  |
|                        |                      | …                                  | …                   |  |  |       |  |  |                        |  |  |                       |  |
| Taddea da Rimini       |                      | …                                  |                     |  |  |       |  |  |                        |  |  |                       |  |
|                        |                      | …                                  | …                   |  |  |       |  |  |                        |  |  |                       |  |
|                        |                      | …                                  | …                   |  |  |       |  |  |                        |  |  |                       |  |
|                        |                      | …                                  | …                   |  |  |       |  |  |                        |  |  |                       |  |
| Pandolfo III Malatesta |                      | …                                  |                     |  |  |       |  |  |                        |  |  |                       |  |
|                        | Berardo II da Varano | Gentile II da Varano               |                     |  |  |       |  |  |                        |  |  |                       |  |
|                        | Berardo II da Varano | Gentile II da Varano               |                     |  |  |       |  |  |                        |  |  |                       |  |
|                        | Berardo II da Varano | …                                  |                     |  |  |       |  |  |                        |  |  |                       |  |
| Rodolfo II da Varano   | Berardo II da Varano |                                    |                     |  |  |       |  |  |                        |  |  |                       |  |
|                        |                      | Bellafiore di Gualtiero Brunforte  | Gualtiero Brunforte |  |  |       |  |  |                        |  |  |                       |  |
|                        |                      | Bellafiore di Gualtiero Brunforte  | Gualtiero Brunforte |  |  |       |  |  |                        |  |  |                       |  |
|                        |                      | Bellafiore di Gualtiero Brunforte  | …                   |  |  |       |  |  |                        |  |  |                       |  |
| Gentile da Varano      |                      | Bellafiore di Gualtiero Brunforte  |                     |  |  |       |  |  |                        |  |  |                       |  |
|                        |                      | Finuccio Chiavelli                 | …                   |  |  |       |  |  |                        |  |  |                       |  |
|                        |                      | Finuccio Chiavelli                 | …                   |  |  |       |  |  |                        |  |  |                       |  |
|                        |                      | Finuccio Chiavelli                 | …                   |  |  |       |  |  |                        |  |  |                       |  |
| Camilla Chiavelli      |                      | Finuccio Chiavelli                 |                     |  |  |       |  |  |                        |  |  |                       |  |
|                        |                      | …                                  | …                   |  |  |       |  |  |                        |  |  |                       |  |
|                        |                      | …                                  | …                   |  |  |       |  |  |                        |  |  |                       |  |
|                        |                      | …                                  | …                   |  |  |       |  |  |                        |  |  |                       |  |
|                        |                      | …                                  |                     |  |  |       |  |  |                        |  |  |                       |  |